# Sinagoga
Una sinagoga (dal greco συναγωγή, "adunanza", dal verbo συνάγω, "radunare") è il termine che definisce il luogo di preghiera della religione ebraica; la parola stessa è la traduzione del termine ebraico  בית כנסת (bet knesset, appunto "casa dell'assemblea").
In lingua yiddish il termine è šul (שול), il quale corrisponde all'usanza ebraico-italiana di riferirsi alla sinagoga come "scola", dal quale, ad esempio, la piazza delle Cinque Scole nel vecchio ghetto di Roma.

## Storia
Si ritiene che la sinagoga abbia avuto inizio come istituzione durante l'esilio babilonese (597 a.C. e 537 a.C.), dopo la distruzione del primo Tempio, e portata in Israele dagli ebrei tornati dall'esilio; a Babilonia, secondo la tradizione giudaica, una grande assemblea composta da 120 scribi, profeti e sapienti ebrei formalizzarono e fissarono un canone per la lingua delle preghiere in ebraico, dal momento che prima non c'era una lista di preghiere o un metodo di preghiera condiviso da tutto il popolo. Il rabbino Jochanan Ben Zakkai ebbe l'intuizione di creare luoghi di preghiera per gli ebrei in qualunque luogo essi si trovassero. Questo contribuì al mantenimento e alla conservazione dell'identità religiosa giudaica dopo la distruzione del secondo Tempio, grazie anche al contributo delle scuole e dei rabbini, che produssero scritti quali il Talmud e la Mishnah (in seguito queste opere avrebbero dato vita alle yeshiva). Resti archeologici attestano che tali edifici esistevano già nel periodo successivo all'epoca erodiana (Masada, Herodium), pertanto all'epoca del secondo Tempio. Fra il III secolo e il IV secolo sorgono numerose sinagoghe spesso con ricchi ornamenti, affreschi, e mosaici in Giudea, in Galilea e nelle città della diaspora.

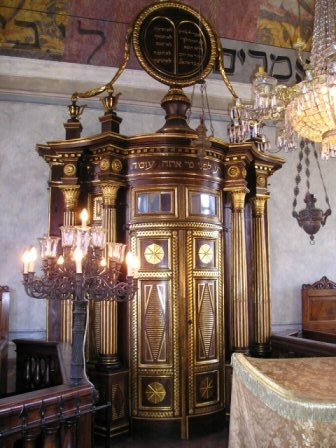
Dettaglio dell'interno della sinagoga di Saluzzo in Piemonte. Nota l'aròn in mezzo, con il ner tamìd appeso davanti, e una parte dell'ammùd avanti a destra.

In quanto istituzione, la sinagoga rappresenta un'innovazione rivoluzionaria nella vita religiosa dell'antico Oriente: è il primo edificio del culto in cui i fedeli possono assistere al complesso dei riti, principio che verrà ripreso dalle chiese cristiane e dalle moschee musulmane. La comparsa delle sinagoghe segna una profonda ristrutturazione interna della religione ebraica, non più incentrata sul culto sacrificale ma sullo studio, l'insegnamento e la meditazione della Legge. Era proibito agli ebrei vivere in una città dove non ci fossero sinagoghe. Esse inoltre venivano usate dai viaggiatori come alberghi dove si poteva trovare sempre un posto per dormire su una panca o in un angolo; in effetti si svolgono attività sia laiche sia religiose nella sinagoga, perciò sta sempre al centro di tutte le comunità ebraiche ed è spesso un punto di orgoglio per le comunità. Le sinagoghe di Alessandria d'Egitto nel 38 d.C. e di Iamnia (Palestina) nel 39 furono stuprate per decreto dell'imperatore Caligola. Questi fece introdurre una propria statua da venerare in tutti i luoghi di culto dell'impero, comprese le sinagoghe degli ebrei.

## Architettura
La pianta della maggior parte di queste costruzioni è quella di una basilica a tre navate, orientata in modo che i fedeli, in conformità al principio contenuto nella Bibbia (Dn 6,11), recitino le preghiere rivolti verso Gerusalemme. Tale pianta e orientamento sono stati mantenuti anche nelle sinagoghe costruite nel Medioevo.
L'organizzazione dello spazio interno delle sale di preghiera ha invece subito modifiche nel corso dei secoli. L'arca-armadio (aròn hakkodeš — אָרוֹן הַקֹּדֶשׁ) contenente i rotoli delle Sacre Scritture (Torah) è incastrata nella parete orientale, che guarda verso Gerusalemme, mentre il pulpito del lettore (ammùd — עַמּוּד), gli sta di fronte, al centro della sala o al capo opposto, sopra una piattaforma leggermente alzata (bimàh — בִּימָה). Sopra l'aron è posta una luce sempre accesa — il ner tamìd (נֵר תָּמִיד), ossia la "lampada eterna" — che ricorda la menorah del Tempio a Gerusalemme, la quale è rimasta miracolosamente accesa per otto giorni, nonostante la sconsacrazione dei saccheggiatori Seleucidi.
Nelle sinagoghe ortodosse uomini e donne siedono separatamente.

## Diffusione nel mondo

### Europa
La più antica sinagoga del mondo occidentale è quella di Ostia Antica, risalente al I secolo. La più antica sinagoga d'Europa ancora in uso è risalente al IX secolo ed è stata riaperta nel 2002, si trova a Barcellona (Spagna), è seguita da quella di Worms (in Germania), che è romanica del 1034 mentre la più grande è a Budapest. Sinagoghe gotiche importanti invece sono quelle di Praga e di Cracovia. Grandiose sono le due sinagoghe in stile andaluso: la Sinagoga di Santa Maria la Blanca e la Sinagoga del Tránsito (entrambe del XIV secolo) di Toledo (Spagna).

### Italia
In Italia esistono numerose sinagoghe a testimonianza di una presenza ebraica che risale all'epoca romana. Fino al periodo dell'emancipazione nell'Ottocento le sinagoghe non assumono di regola aspetto monumentale a causa delle leggi restrittive che regolavano la presenza dei luoghi di culto ebraici nei paesi cristiani. Tale caratteristica si accentuò con l'istituzione dei ghetti a partire dal XVI secolo, con l'obbligo di locazione della sinagoga all'interno del ghetto stesso e il divieto di ogni segno distintivo all'esterno. Per contrasto, gli interni delle sinagoghe erano riccamente decorati secondo gli stili architettonici dell'epoca (barocco, rococò, neo-classico). Con l'emancipazione degli ebrei d'Italia, a partire dal 1848, fu possibile la costruzione di edifici monumentali. Talora le sinagoghe di ghetto si dotarono di facciate monumentali, in altri casi si costruirono grandiosi nuovi edifici nell'area del ghetto (Roma, Vercelli) o nei nuovi quartieri di residenza degli ebrei (Torino, Firenze). Livorno offre l'unico esempio di sinagoga monumentale costruita in stile moderno dopo la seconda guerra mondiale al posto dell'antico tempio distrutto dai bombardamenti. Negli altri casi dove si erano avuti analoghi ingenti danni (come nel caso di Torino) fu in genere preferita un'opera di ricostruzione. In anni recenti diverse sinagoghe sono state restaurate e riaperte al pubblico come musei o centri culturali anche in luoghi dove esse non servano più ad un uso liturgico continuato (Casale Monferrato, Biella, Gorizia, Pitigliano, ecc.).

## Galleria d'immagini

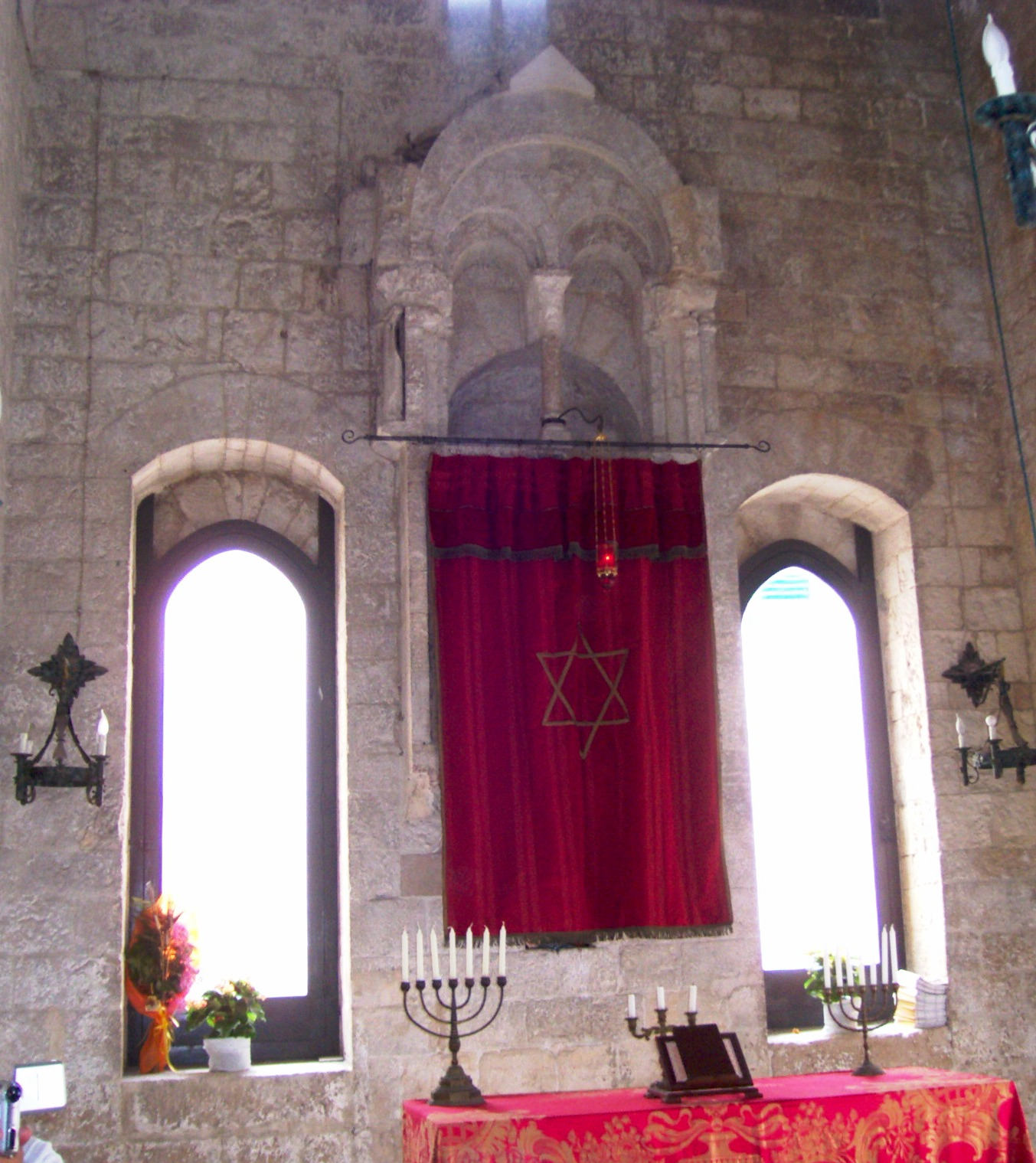
Interno della Sinagoga Scolanova a Trani
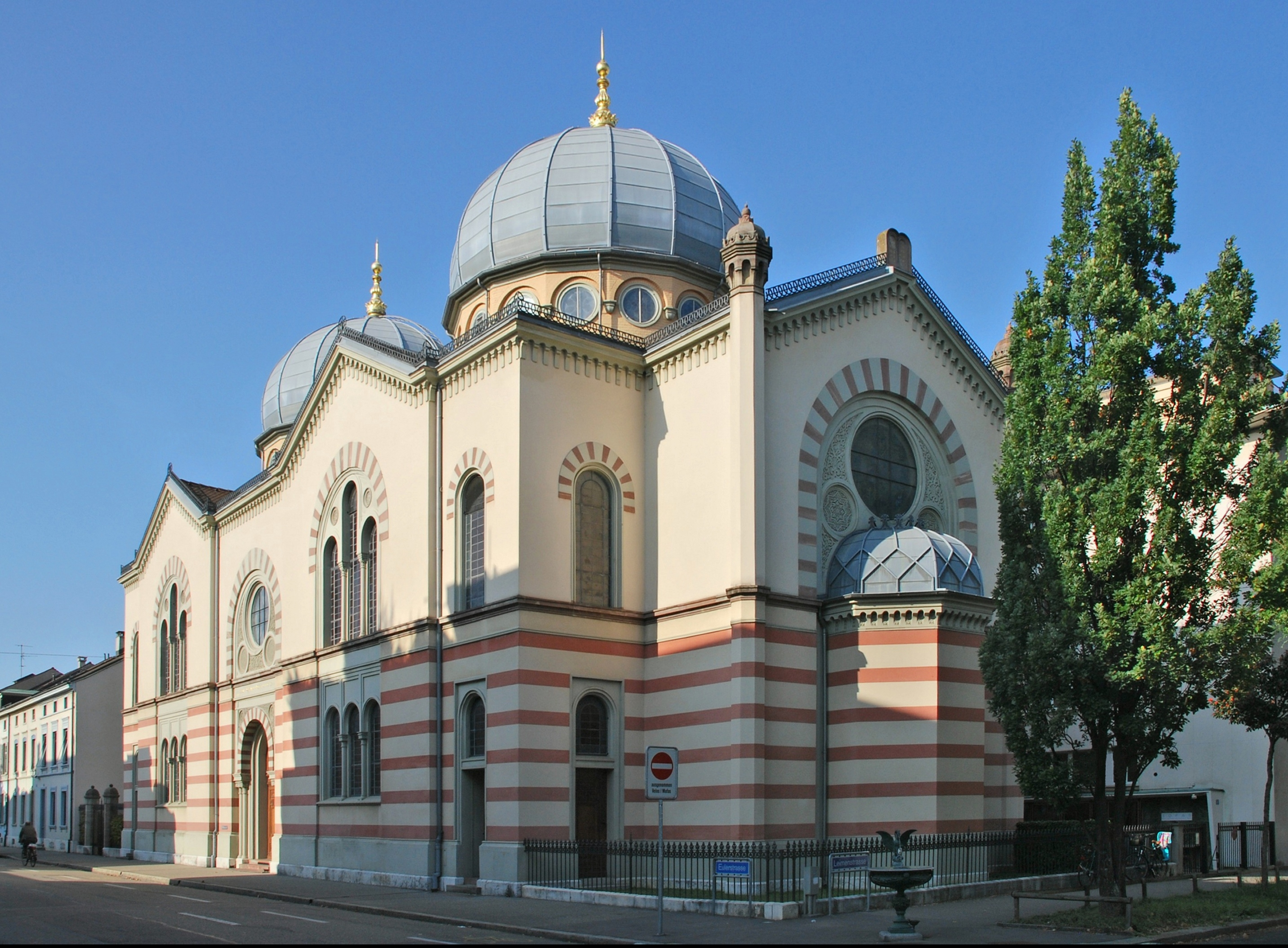
Sinagoga principale di Basilea
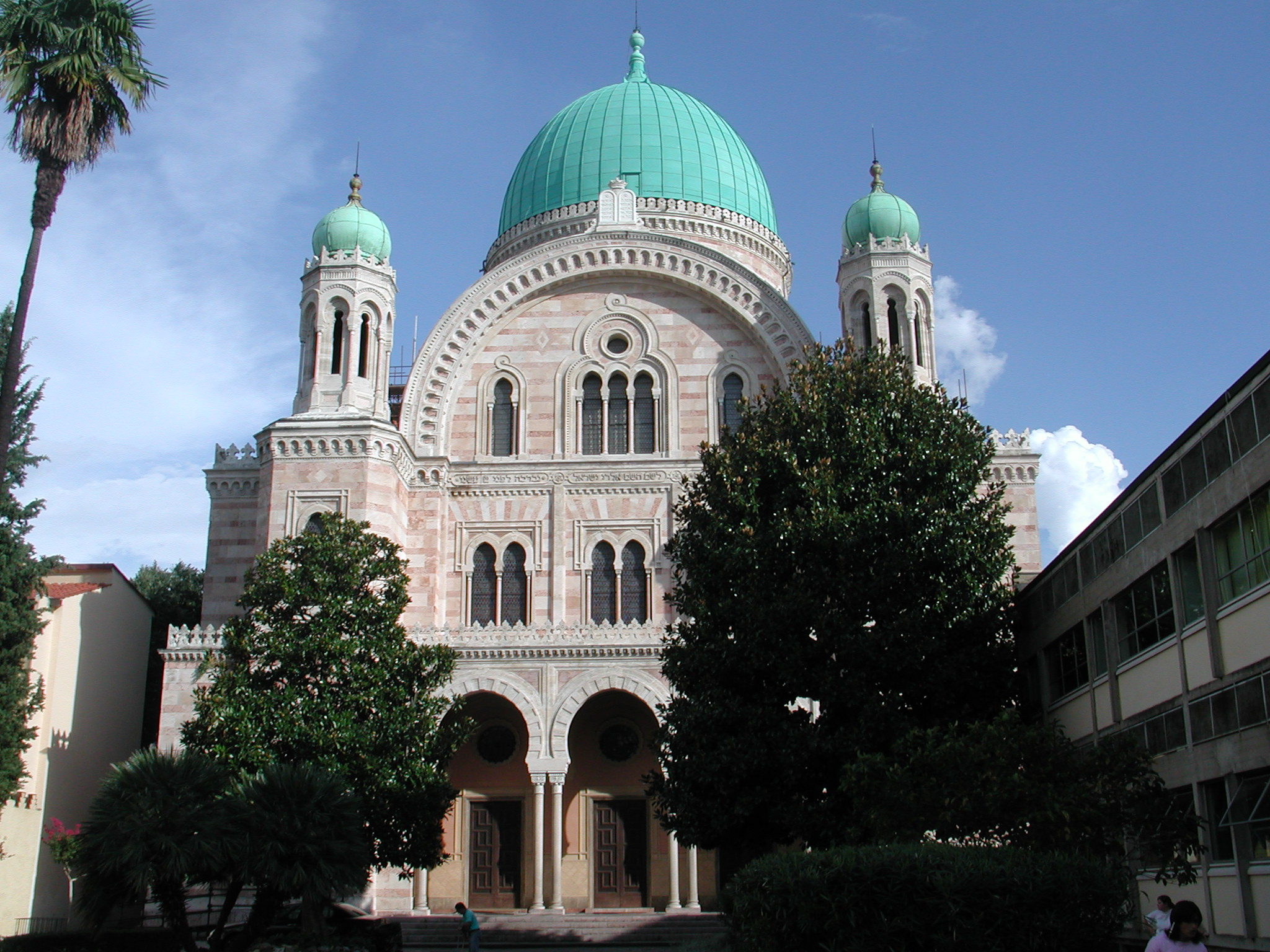
Sinagoga di Firenze
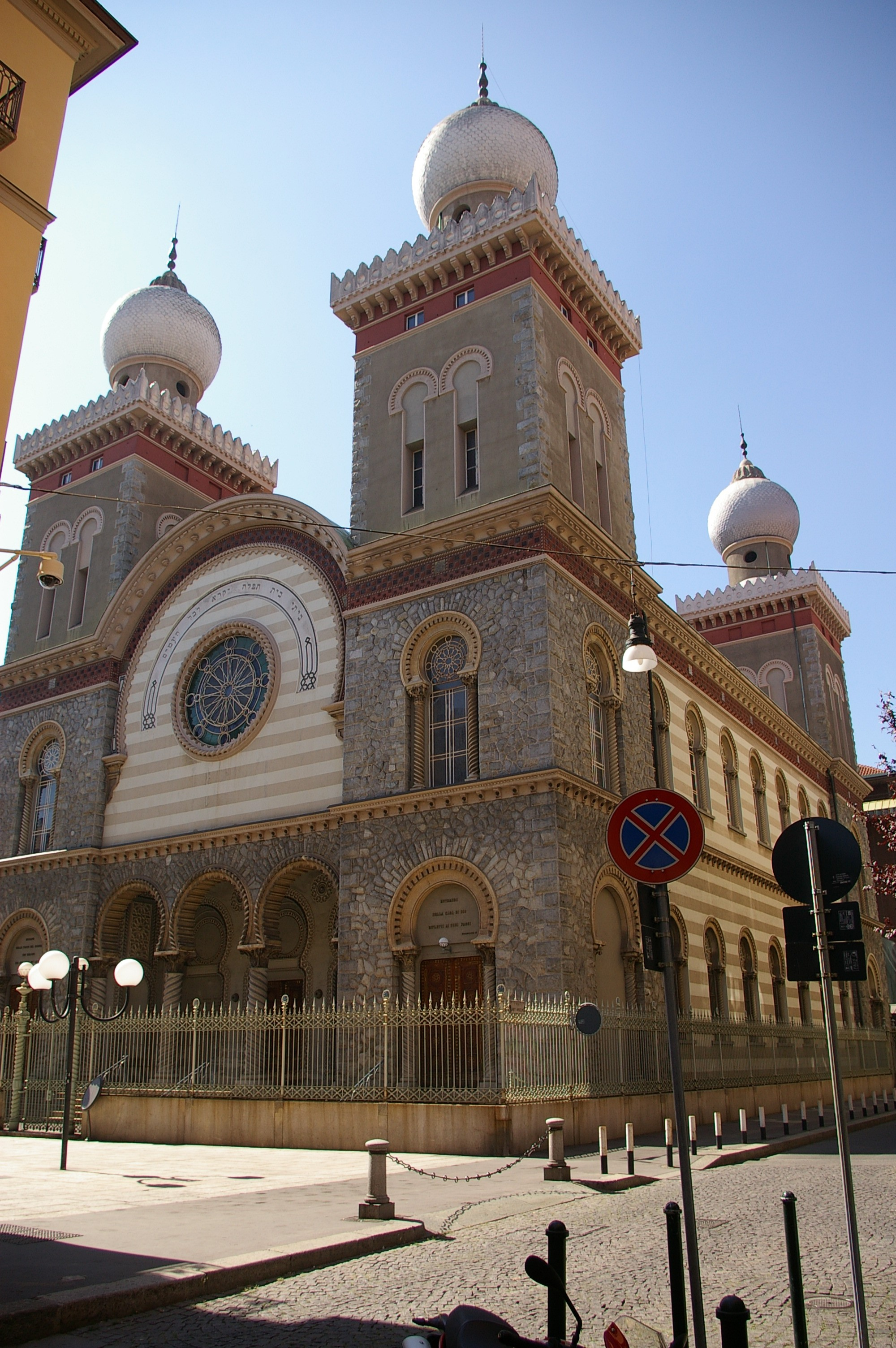
Sinagoga di Torino
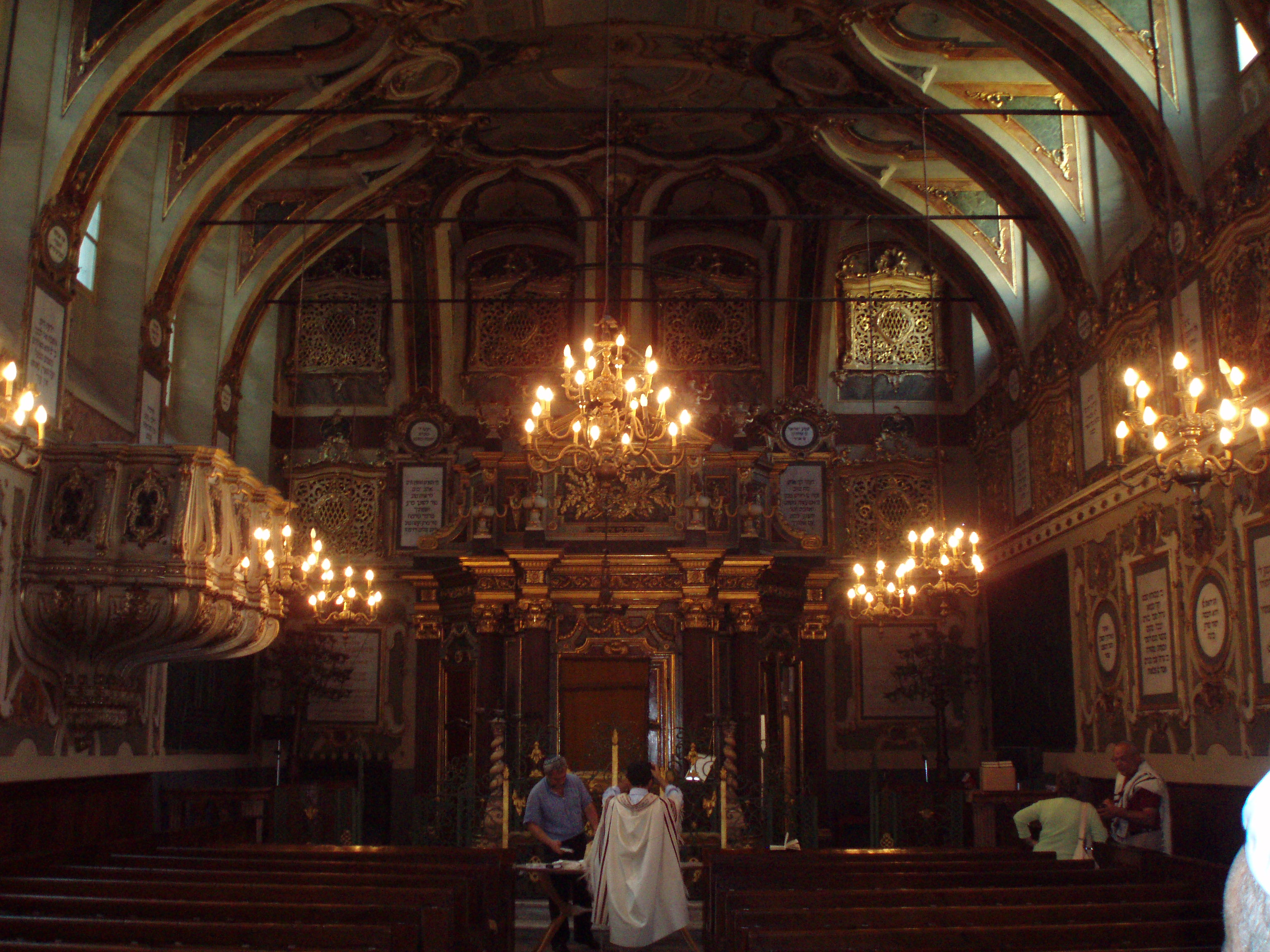
Interno della Sinagoga di Casale Monferrato
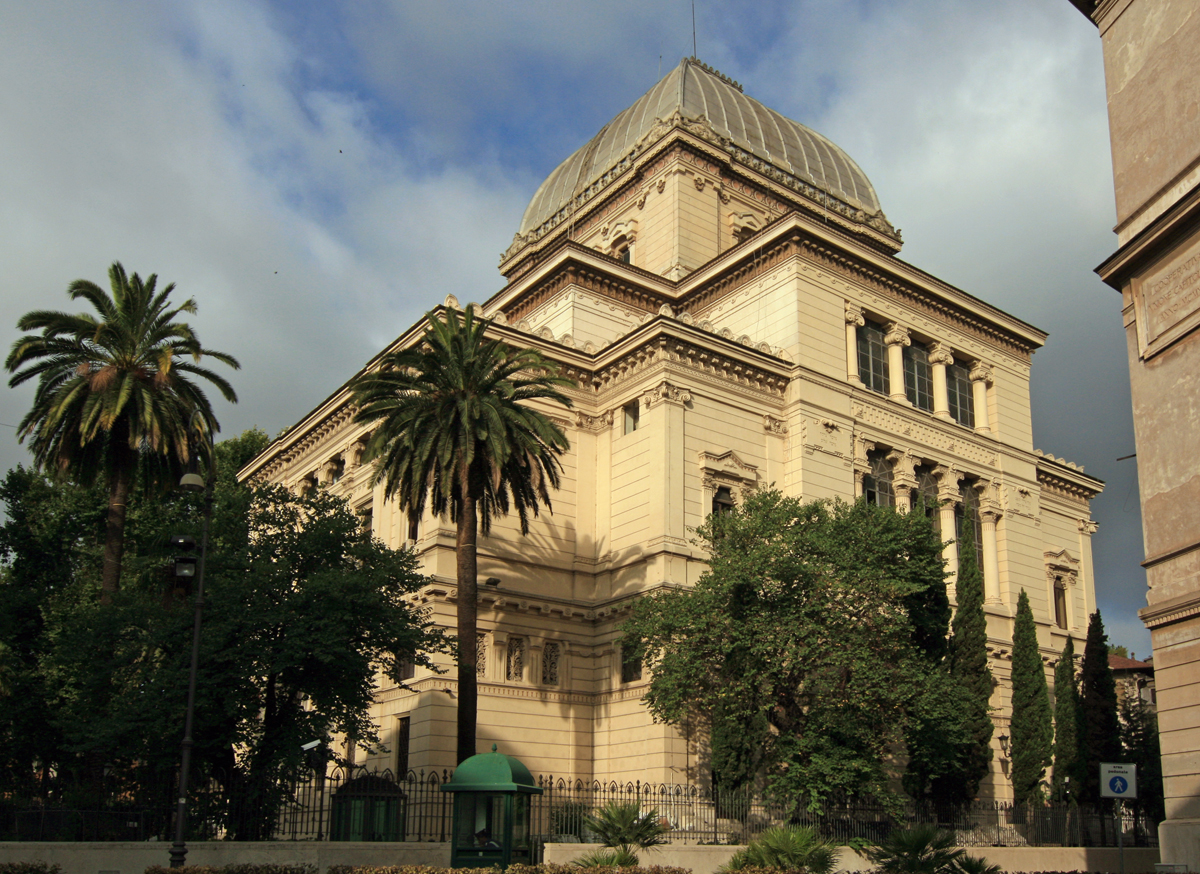
Sinagoga maggiore di Roma
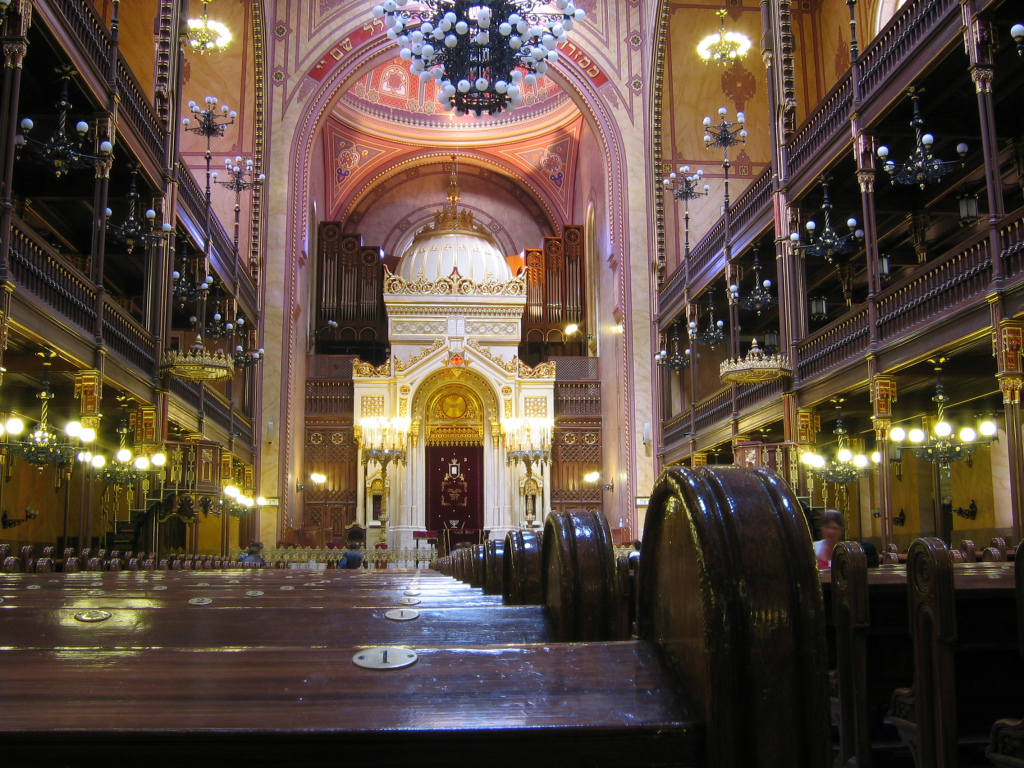
Interno della Sinagoga grande di Budapest
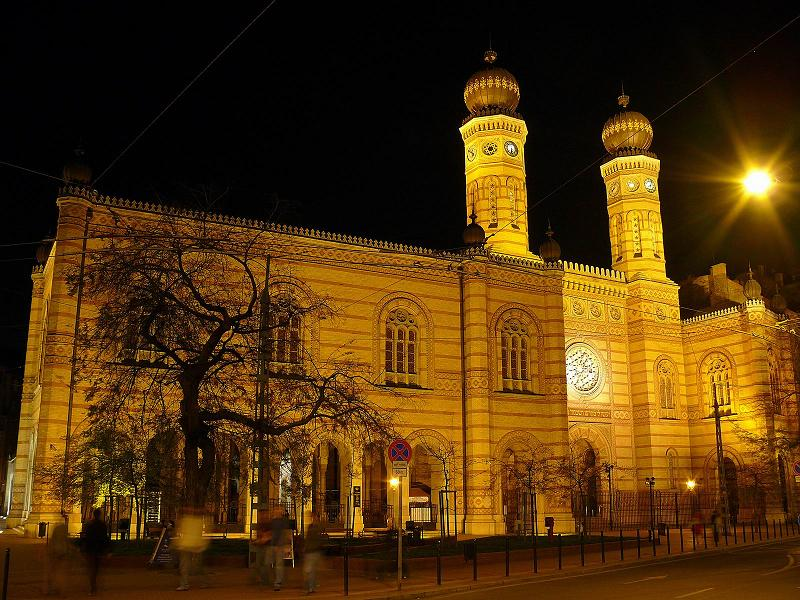
Esterno della Sinagoga grande di Budapest
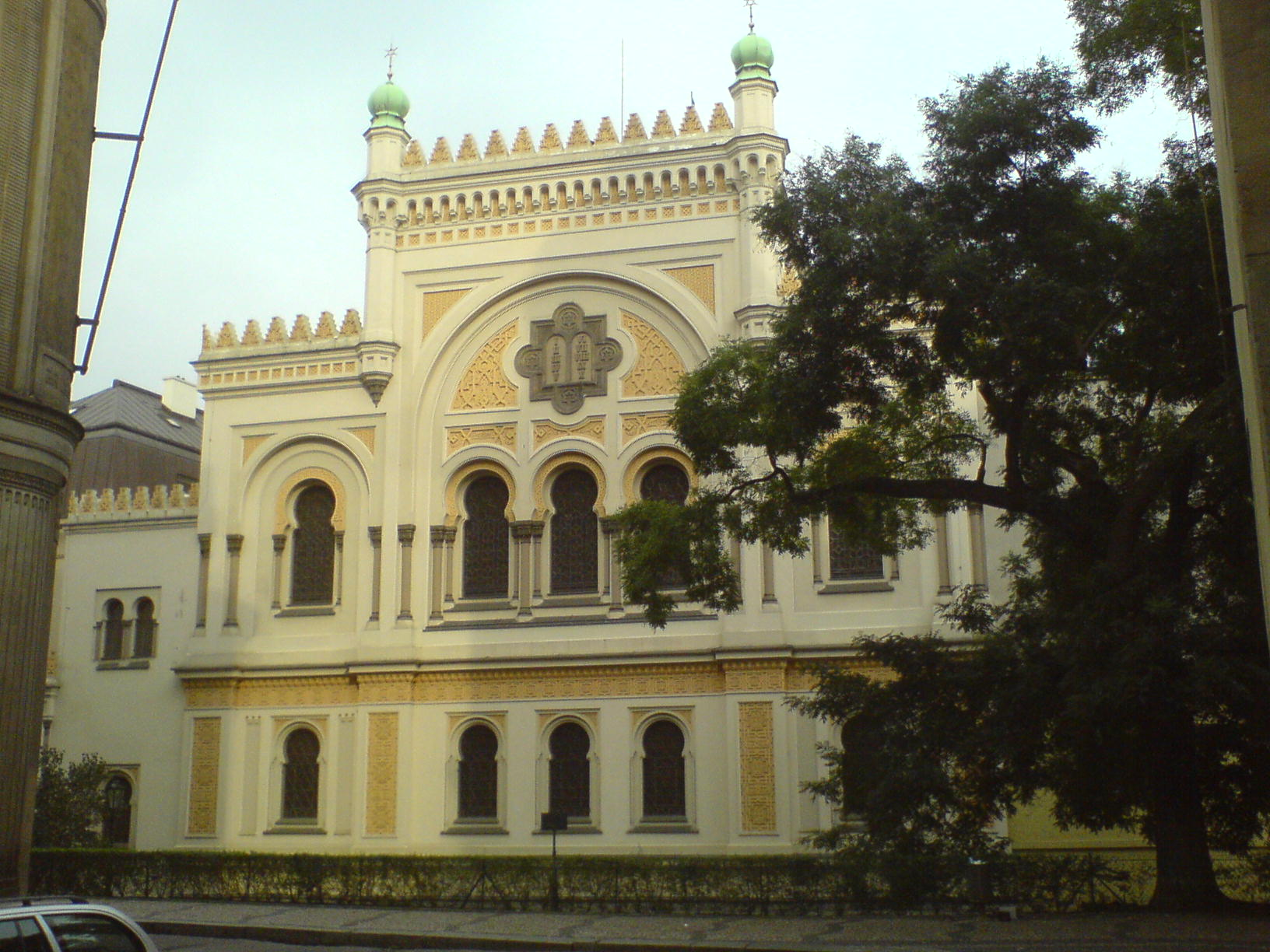
Esterno della sinagoga spagnola di Praga
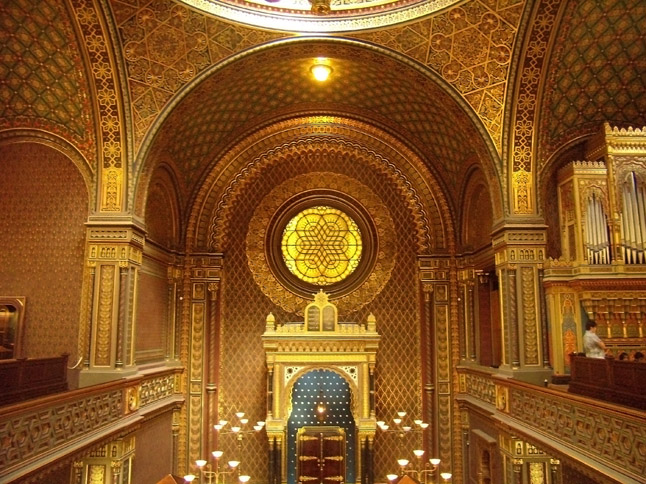
Interno della Sinagoga spagnola di Praga
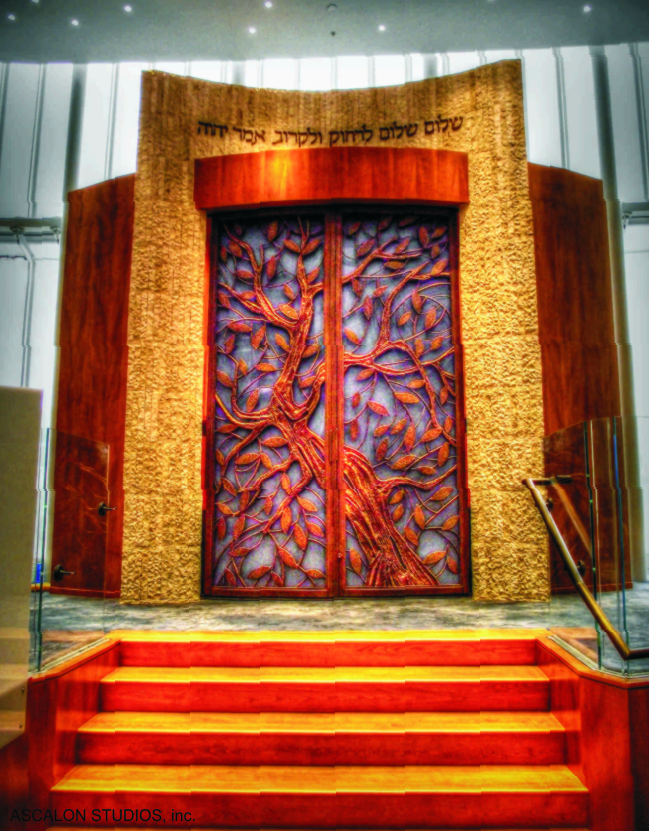
Interno della Sinagoga (David Ascalon-2013) di New York
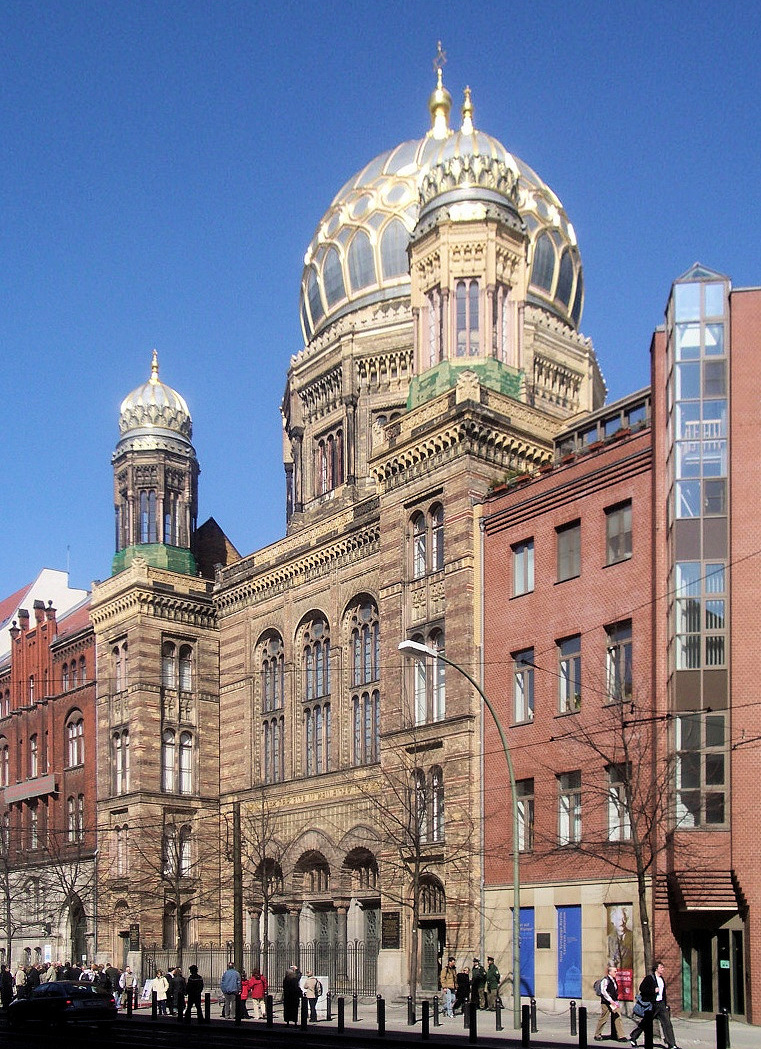
Sinagoga nuova di Berlino
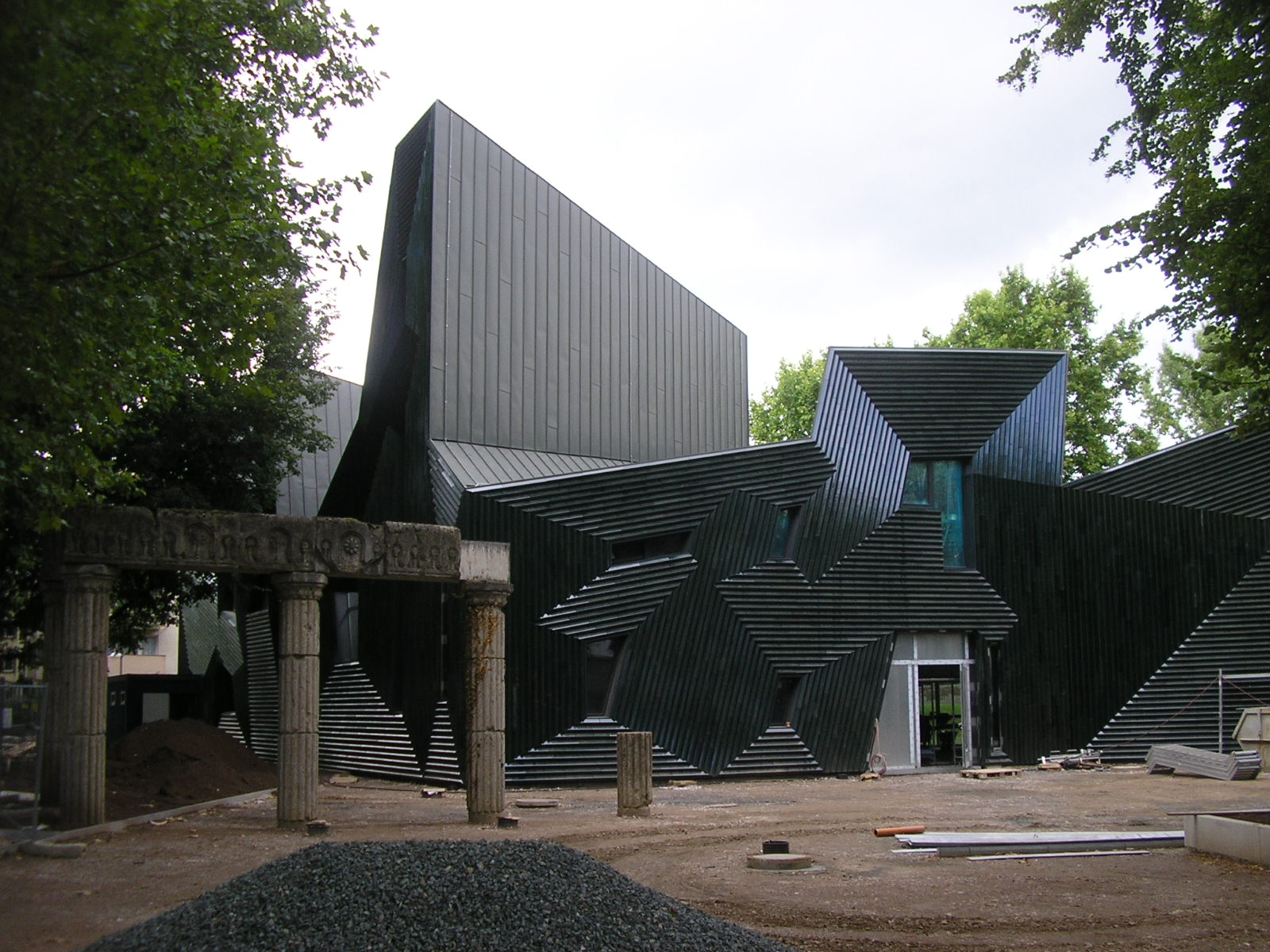
Nuova sinagoga di Magonza